# Vis medicatrix naturae
Il motto vis medicatrix naturae (che significa «forza guaritrice della natura», anche conosciuto come il principio della natura medica) è una traduzione latina del greco νόσων φύσεις ἰητροί, attribuito a Ippocrate. L'espressione riassume uno dei principi guida della medicina ippocratica secondo cui gli organismi contengono “poteri innati di auto-guarigione”.

## Ippocrate
Ippocrate riteneva che un organismo non fosse passivo o inerte nei confronti delle ferite o della malattia, ma fosse attivamente capace di interagirvi e riequilibrarsi. Lo stato di malattia, in tal senso, non è che uno sforzo del corpo di ripristinare un equilibrio disturbato. È proprio questa capacità degli organismi di correggere gli squilibri che li distingue dalla materia non vivente.
Da qui si ha l'approccio medico che vede nella natura “il miglior medico” o la “guaritrice della malattia”. Ippocrate pensava perciò che lo scopo principale di un medico fosse quello di aiutare la tendenza naturale del corpo, osservandone i movimenti, rimuovendone gli ostacoli alle sue reazioni e permettendo così all'organismo di recuperare la salute. Questo viene evidenziato nelle pratiche ippocratiche quali il salasso in cui un eccesso di un umore percepito viene rimosso, riuscendo così ad aiutare a riequilibrare gli umori del corpo.

## Rinascimento e storia moderna
Dopo Ippocrate, l'idea della vis medicatrix naturae continua a svolgere un ruolo chiave in medicina. Nel primo rinascimento, il medico e scienziato Paracelso ebbe l'idea di “balsamo interno”. Thomas Sydenham, nel XVIII secolo considerava la febbre come una forza guaritrice della natura.
Nel XIX secolo, la vis medicatrix naturae viene ad essere interpretata come vitalismo e in questa forma è venuta a costituire la struttura di base di discipline quali omeopatia, chiropratica, idropatia, osteopatia e naturopatia. Come notato da Bynum, se "si cerca su Internet vis medicatrix naturae, si troverà come risultato ciò che adesso chiamiamo medicina 'alternativa' o 'complementare'".

## In relazione all'omeostasi
Anche la nozione di Walter Cannon di omeostasi trae origine dalla vis medicatrix naturae. "Tutto ciò che ho fatto finora, rivedendo i vari dispositivi protettivi e stabilizzanti del corpo, è presentare un'interpretazione moderna della vis medicatrix naturale".. In questo, Cannon si trova in contrasto con Claude Bernard (padre della moderna fisiologia), e la sua idea originaria di milieu interieur che egli propose per rimpiazzare le teorie vitalistiche riguardanti il corpo. Tuttavia, entrambe le nozioni di omeostasi e milieu interieur sono strettamente attinenti alla fisiologia del corpo piuttosto che a concetti filosofici.

## In relazione alla medicina evolutiva
Più recentemente, la medicina evoluzionistica ha identificato molti sintomi medici quali febbre, infiammazione, comportamento malato e nausea mattutina quali adattamenti evolutivi funzionanti come la medicatrix naturae darwiniana , selezionati come mezzi volti a proteggere, guarire o ristabilirsi da ferite, infezioni o malattie.